# Никогайос Цахкарар
Никогайос Цахкарар или Меланавор (арм. Նիկողայոս Ծաղկարար), ум. 1693) — крымский армянский художник-миниатюрист, переплетчик, ювелир и каллиграф XVII века.

## Биография

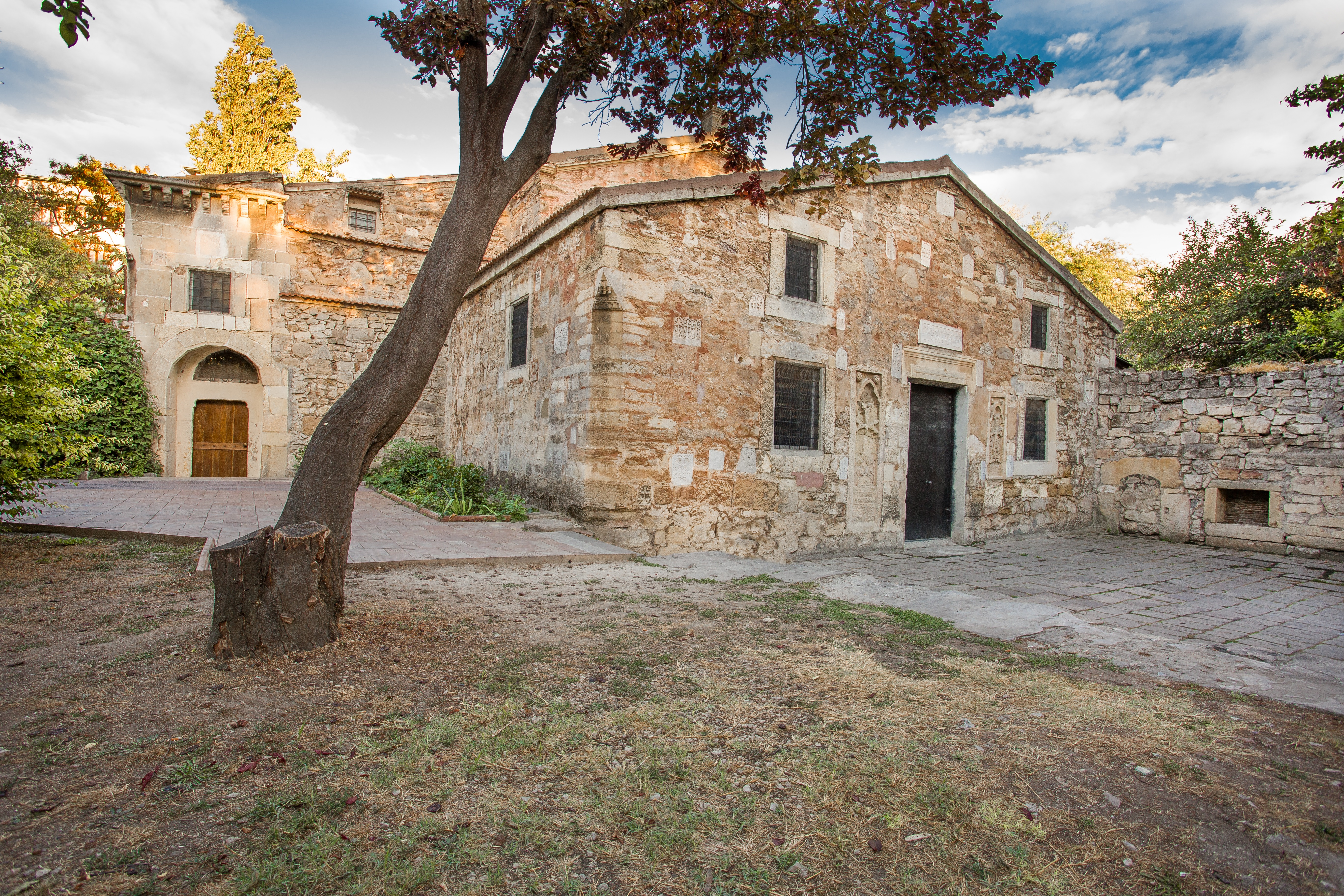
В церкви Сурб Саркис (Св. Сергия) в скриптории хранились рукописи авторства Н. Цахкарара, в её дворе он похоронен

Жил в Крыму, где, вероятно, и родился (дата неизвестна). Рос в Кафе (ныне Феодосия). Работал в скриптории феодосийской церкви Сурб Саркис, во дворе которой и похоронен. В 1686 году во время эпидемии умерла жена и две дочери художника. В память о них он заказал хачкар, который сохранился во внутренней стене притвора церкви.
С 1691 года преподавал искусство каллиграфии и книжной миниатюры в школе при новой армянской церкви в Бахчисарае. Умер в 1693 году. Только в Матенадаране хранятся 29 его рукописей, подписанных мастером.

### Комментарии
1. ↑  По-армянски художник
2. ↑  По-армянски каллиграф.
3. ↑  Летом 1968 года А. Мнацаканяном там найдена надгробная плита Цахкарара, благодаря чему установлен год его смерти.